# Hanns Malissa
Hanns Malissa (* 8. Oktober 1920 in Bruck an der Mur; † 22. Juni 2010 ebenda) war ein österreichischer Chemiker und Universitätsprofessor für Analytische Chemie.
Malissa begann 1939 sein Chemiestudium an der Universität für Chemie und Technologie in Prag. 1943 erlangte er an der Technischen Universität Graz seinen Doktortitel, wo er im Anschluss mehrere Jahre in unterschiedlichen Instituten tätig war. Nachdem er am Max-Planck-Institut für Eisenforschung sowie an verschiedenen europäischen Forschungsinstituten tätig gewesen war, wurde er 1959 an der Technischen Universität Wien zum Professor für analytische Chemie ernannt. Von 1962 bis 1967 war Malissa Präsident der Österreichischen Gesellschaft für Analytische Chemie (ASAC). 1978 übernahm er mit G. Reuter das „Mikroanalytische Laboratorium im Max-Planck-Institut für Kohlenforschung“; die beiden gründeten darauf folgend im Jahr 1989 die „Analytischen Laboratorien Prof. Dr. H. Malissa und G. Reuter GmbH“.

## Ehrungen
- 1950 Fritz-Feigl Preis
- 1952 Mitgliedschaft der Gesellschaft für "Analytical Chemistry" in England
- 1969 Fritz-Pregl Preis
- 1984 Mitgliedschaft der Gesellschaft "Finnish Chemical Society"
- 1990 Robert Boyle Prize for Analytical Science
- 1994 FECS-Medal
- 1995 Johann Joseph Ritter von Prechtl-Medaille
- 1995 Bene Merito Scientiae Analiticae - Preis

## Schriften
- mit A.A. Benedetti-Pichler: Qualitative Anorganische Mikroanalyse, Springer Verlag Wien, 1958
- Elektronenstrahl-Mikroanalyse, Springer Verlag Wien, 1966
- mit Münchberg und K. Obst: Elektronenstrahl Mikroanalyse feuerfester Materialien, Springer Verlag, 1977
- System- und Informationstheorie in der Analytischen Chemie (Band 5 in der Reihe "Moderne Analytische Chemie") 1970
- Die Trennung des Lithiums vom Magnesium in Lithium-Magnesium-Legierungen. In: Fresenius’ Journal of Analytical Chemistry. 171, Nr. 4, 1959, S. 281–282, doi:10.1007/BF00555410.